# Signorina 10.000
Signorina 10.000 (Meseautó) è un film del 1934 diretto da Béla Gaál. Interpretata da Zita Perczel, Ella Gombaszögi e Klári Tolnay, è una commedia romantica dove un ricco industriale, innamorato di una giovane donna povera, le compera segretamente l'auto. Il film britannico Car of Dreams del 1935 è basato su questo film

## Trama
János Szűcs è un ricco banchiere la cui grande passione sono le donne. Quando si innamora di Vera Kovács, una giovane dattilografa che lavora nella sua banca, pensa di regalarle un'automobile spacciandola per un premio, quello per il decimillesimo cliente. La corteggia senza rivelare la sua identità e facendole credere di essere l'autista, volendo essere amato per sé stesso e non per i suoi soldi. La ragazza, credendo di essere oggetto di uno scherzo o di una scommessa, gli preferisce un altro ammiratore, un giovanotto che si spaccia per l'amministratore delegato della banca. Alla fine, però, le cose si aggiustano e lei ritorna dal suo "autista", fidanzandosi con lui.

## Produzione
Il film fu prodotto dalla Reflektor Film.

## Distribuzione
Uscì nelle sale cinematografiche ungheresi il 14 dicembre 1934 con il titolo originale Meseautó. Negli Stati Uniti, dove fu distribuito il 9 novembre 1936 dalla Danubia Pictures, prese il titolo The Dream Car.